# Анабар
Анабар (на якутски: Анаабыр) е река в Азиатската част на Русия, Северен Сибир, Република Якутия (Саха), вливаща се в Анабарския залив на море Лаптеви. Дължината ѝ е 380 km, а заедно с лявата съставяща я река Голяма Куанамка 939 km, която ѝ отрежда 51-во място по дължина сред реките на Русия.
Река Анабар се образува от сливането на двете съставящи я реки Голяма Куонамка (559 km, лява съставяща) и Малка Куонамка (457 km, дясна съставяща) в източната ниска част на Анабарското плато, на 14 km южно от село Ебелях в северозападната част на Република Якутия (Саха). За начало на река Анабар се приема река Голяма Конамка. Тя води началото си от югозападната част на Анабарското плато, на 757 m н.в., в северозападната част на Република Якутия (Саха), в непосредствена близост до границата с Красноярски край. На протежение от 760 km Анабар тече по южната и източната част на Анабарското плато, първите 400 km на североизток, а останалите 360 km на север. В този участък реката има типичен планински характер – тясна долина със стръмни склонове. Ширината на коритото достига до 600 m, в което има много скали и прагове, дъното е каменисто, а дълбочината варира от 1 m в широките плитчини и бързеи, до 6-7 m в теснините. Северно от село Саскилах (при 180 km) Анабар навлиза в източната част на Северосибирската низина. Тук долината ѝ става широка с едва забележими склонове. Появява се обширна заливна тераса, в която реката се разделя на ръкави, а руслото ѝ често мени местоположението си. След село Юрюнг-Хая започва плиткия естуар на Анабар, чрез който реката се влива в южната част на Анабарския залив на море Лаптеви.
Водосборният басейн на Анабар има площ от 100 хил. km2 и се простира на части от Република Якутия (Саха) и Таймирския (Долгано-Ненецки) автономен окръг на Красноярски край. Басейнът на реката се намира в зоната на вечната замръзналост и в него има множество малки езера. Климатът в района е суров, характеризиращ се с изключително ниски зимни температури. По-голямата част от басейна е заета от тундрова растителност, а в горната (южна) част на водосборния басейн се срещат участъци от ниски иглолистни гори.
Границите на водосборния басейн на реката са следните:
- на изток и юг – водосборните басейни на реките Юйоля и Оленьок, вливащи се в море Лаптеви;
- на запад и север – водосборните басейни на река Хатанга и други по-малки реки, вливащи се в море Лаптеви.

Река Анабар получава над 100 притока с дължина над 15 km, като 9 от тях са с дължина над 100 km:
- 627 → Джелинде 113 / 2110
- 537 ← Джюкен 111 / 3340
- 380 ← Малка Куонамка 457 / 24 800
- 361 ← Ебелях 108 / 1890
- 304 ← Маят 115 / 1030
- 247 ← Удя (Уджа) 342 / 15 700
- 85 → Конниес 103 / 1090
- 53 → Харабил 139 / 3180
- 1 → Суолема 262 / 7440

Подхранването на реката е смесено, като преобладава снежното, но съвсем не е малък и процентът на дъждовното подхранване. Река Анабар е типична сибирска река, с пролетно-лятно пълноводие и епизодични летни прииждания. Среден многогодишен отток при село Саскилах 458 m3/s (максимален 13000 m3/s), което като обем представлява 14,455 km3/год, а към устието обемът достига до 17,8 km3/год. Анабар замръзва в края на септември, а се размразява в началото на юни, като в по плитките участъци замръзва до дъното. Мътността на водата не превишава 100 g/m3.
Река Анабар протича през безлюдни райони и по течението ѝ има само три населени места: Ебелях, Саскилах (районен център) и Юрюнг-Хая
Реката е богата на риба, поради липсата на замърсители в басейна ѝ. Плавателна е до села Саскилах, на 242 km от устието. В басейна на реката се разработват находища на диаманти. Реката е популярен район за лов на диви зверове и пернат дивеч.
През 1643 г. руският търговец наценни животински кожи Василий Сичов открива устието на Анабар. Близо 100 години по-късно, през 1736 г. Василий Прончищев по време на експедицията си в море Лаптеви извършва първото изследване и грубо картиране на устието на реката. През 1893 г. географът Едуард Тол прави първото сравнително точно картиране на 400 km от долното и част от средното течение на Анабар. Руският географ Инокентий Толмачов по време на експедицията си в Северен Сибир проследява цялото течение на реката и на базата на извършените геодезически измервания нанася на карта цялото течение на Анабар.